# Далибор Чутура
Далибор Чутура (Бездан, 14. јун 1975) је бивши српски рукометаш. Наступао је за репрезентацију Србије.

## Клупска каријера
Рукометом се почео бавити у Графичару из Бездана. Као 15-годишњак прелази у тадашњег прволигаша Црвенку, а затим наступа у Србији и за Синтелон из Бачке Паланке и Железничар из Ниша. Први инострани ангажман је имао у сезони 1998/99. када је са мађарским Веспремом освојио дуплу круну.
Наредни клуб му је био Ловћен, где је играо две сезоне, од 1999. до 2001. године и освојио две шампионске титуле у СР Југославији. Са цетињским клубом је 2001. године стигао до четвртфинала Лиге шампиона. Након тога одлази у Шпанију где проводи наредних 11 година. Наступао је за Пилотес Посаду, Алкобендас, Арате и Адемар Леон. Лета 2012. прелази у румунску Костанцу, и тамо остаје до краја каријере 2019. године.
Одмах по завршетку играчке почео је и тренерску каријеру у Румунији, преузевши прволигаша Фокшани.

## Репрезентација
За репрезентацију Србије је дебитовао на Европском првенству 2012 у Србији, када је освојена сребрна медаља. Исте године је са националним тимом учествовао на Олимпијским играма у Лондону. Играо је за репрезентацију и у квалификационим циклусима за ЕП 2016. у Пољској и ЕП 2018. у Хрватској.
Његов рођени брат Давор је такође рукометаш. Њих двојица су по први пут заједно заиграли у националном тиму у октобру 2014. на утакмици са Црном Гором, у оквиру квалификација за Европско првенство 2016. у Пољској.

## Успеси

### Клупски
- Веспрем
  - Првенство Мађарске (1) : 1998/99.
  - Куп Мађарске (1) : 1998/99.
- Ловћен
  - Првенство СР Југославије (2) : 1999/00, 2000/01.
- Констанца
  - Првенство Румуније (2) : 2012/13, 2013/14.
  - Куп Румуније (3) : 2013, 2014, 2018.

### Репрезентативни
- Европско првенство:  2012.